# Главкет
Главкет (Glauketas, греч. Γλαυκέτας) — пират, действовавший в Эгейском море в период около 315—300 до н. э.
Известен из описания разгрома афинским флотом под предводительством Тимохареса морской базы на Китносе, во время которой Главкет был пленён. В тексте напрямую слово «пират» не упомянуто, но указано, что действия афинян повысили безопасность мореплавания.